# Écuires
Écuires (Nederlands: Schuren) is een gemeente in het Franse departement Pas-de-Calais (regio Hauts-de-France). De gemeente telde 686 inwoners op 1 januari 2022. De plaats maakt deel uit van het arrondissement Montreuil.

## Geografie
De oppervlakte van Écuires bedraagt 9,1 km², de bevolkingsdichtheid is 91,2 inwoners per km².

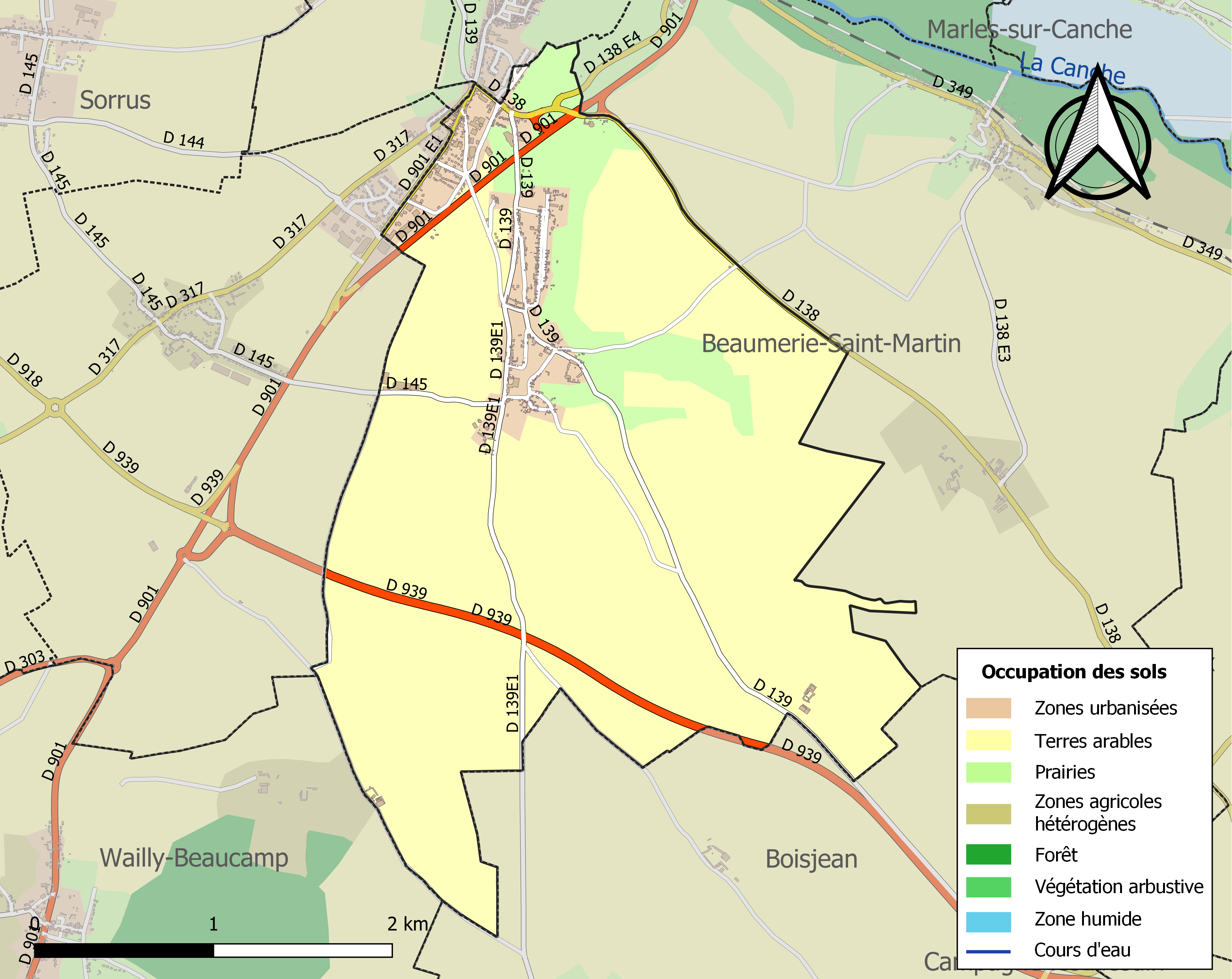
Kaart van de gemeente met de belangrijkste infrastructuur, bodemgebruik en omliggende gemeenten

## Demografie
Onderstaande figuur toont het verloop van het inwonertal (bron: INSEE-tellingen).